# Leitendes Geistliches Amt
Das Leitende Geistliche Amt war bis zum 1. Mai 2010 ein kollektives Bischofsamt in der Evangelischen Kirche in Hessen und Nassau (EKHN). An seiner Spitze stand der von der Kirchensynode auf acht Jahre gewählten Kirchenpräsident. Ihm gehörten weiterhin der Stellvertreter des Kirchenpräsidenten sowie die zuletzt sechs auf jeweils sechs Jahre gewählten Pröpste an.
Das Leitende Geistliche Amt hatte die Aufgabe, die Einhaltung der Kirchenordnung zu gewährleisten, das geistliche Leben in den Gemeinden und Dekanaten mit zu gestalten und die Beschlüsse der Kirchenleitung in geistlichen Fragen vorzubereiten. Es tagte am Sitz der Kirchenleitung in Darmstadt.
Die gesetzliche Grundlage für das Leitende Geistliche Amt war in der Ordnung der Evangelischen Kirche in Hessen und Nassau  in den Paragraphen 51 bis 52 geregelt. Von der 10. Synode der EKHN im April 2008 wurde ein Änderungsvorschlag der Kirchenordnung in erster Lesung diskutiert und im Februar 2010 mit dem Kirchengesetz zur Neufassung der Kirchenordnung vom 20. Februar 2010 beschlossen.  Damit wurde das Leitende Geistliche Amt mit der Kirchenleitung verschmolzen. Der Kirchenleitung gehören neben dem Kirchenpräsidenten, seinem Stellvertreter und den Pröpsten mit beratender Stimme auch die drei Dezernenten der Kirchenverwaltung an. 
Ein ursprünglicher Vorschlag, dass der Kirchenpräsident künftig die Amtsbezeichnung Bischof führen solle, wurde von der Kirchensynode abgelehnt.